# Ebenia fumata
Ebenia fumata är en tvåvingeart som först beskrevs av Wulp 1895.  Ebenia fumata ingår i släktet Ebenia och familjen parasitflugor. Inga underarter finns listade i Catalogue of Life.